# Namea excavans
Namea excavans là một loài nhện trong họ Nemesiidae.
Namea excavans được miêu tả năm 1984 bởi Raven.